# Kornelia Vossebein
Kornelia Vossebein (* 1970 in Paderborn) ist eine deutsche Kulturmanagerin, deren Fokus auf Jazz und improvisierter Musik liegt. Seit Juli 2022 ist sie künstlerische Geschäftsführerin des Stadtgarten Köln.

## Wirken
Vossebein studierte Sprachwissenschaften an der Universität Paderborn. Zwischen 2001 und 2009 war sie künstlerische und kaufmännische Geschäftsführerin des Bunker Ulmenwall in Bielefeld. Im Herbst 2009 wechselte Vossebein in gleicher Funktion bis 2020 zum soziokulturellen Zentrum Zeche Carl in Altenessen und hatte nach der Neugründung der gGmbH „Auf Carl“ maßgeblichen Anteil an deren Wiederaufbau und Verwurzelung in der Stadtgesellschaft.
Zum Jahreswechsel 2020 übernahm Vossebein die Projektleitung des Künstlerförderprogramms NICA artist development in Köln.  Seit dem 1. Juli 2022 ist sie die künstlerische Geschäftsführerin des Stadtgarten Köln und folgt Reiner Michalke nach, der dort 36 Jahre lang die künstlerische Leitung innehatte. Weiterhin ist sie eine der Sprecherinnen der Bundeskonferenz Jazz. Im Landesmusikrat Nordrhein-Westfalen ist sie seit 2006 als Sprecherin der Gemeinschaft unabhängiger Spielstätten NRW, die sie mitbegründete, tätig.